# 松本剛彦
松本 剛彦（まつもと たけひこ、1973年2月9日 - ）は、日本の男性アニメーター、アニメ演出家・監督。静岡県出身。チームティルドーン所属。

## 経歴
1992年にアニメ専門学校卒業と同時に漫画家である衣谷遊のアシスタントとなる。その後、2001年にロジスティックスに入社し、同社アニメーション事業部チームティルドーンに所属する。
ティルドーン所属とあって岸誠二の監督作品での仕事が多く、『超ぽじてぃぶ! ファイターズ』ではティルドーン制作回の作画監督を務め、他の回とはまた違ったクオリティを見せつけた。『天体戦士サンレッド第2期』より岸総監督の元で初のシリーズ監督を務め、最終話（FIGHT. 52）「それいけ!アニマルソルジャー ニューリーダー / 最終回「恋とか愛とかの行方」 / さらば!!アニマルソルジャー 最終回」では絵コンテ・演出・作画監督を全て担当した。
同じティルドーン所属の森田和明とは中学・高校時代の同級生である。

## 主な参加作品

### テレビアニメ
- 勇午〜交渉人〜「パキスタン編」（2004年、キャラクターデザイン、総作画監督・レイアウト）
- 超ぽじてぃぶ! ファイターズ（「燃えるぜ焼けるぜ!」シリーズ〜）（2005年 - 2006年、作画監督・原画）
- ARIA The NATURAL（2006年、作画監督・原画）
- ギャラクシーエンジェる〜ん（2006年、演出・OP作画監督・作画監督・原画）
- 内閣権力犯罪強制取締官 財前丈太郎（2006年、サブキャラクターデザイン）
- 瀬戸の花嫁（2007年、作画監督・原画・小物設定）
- ああっ女神さまっ 闘う翼（2007年、OP原画）
- ヤッターマン（第2作）（2008年、原画）
- ソウルイーター（2008年、原画）
- 天体戦士サンレッド（2008年 - 2009年、絵コンテ・OP作画監督・作画監督・原画）
- 天体戦士サンレッド(第2期)（2009年 - 2010年、監督 ※総監督：岸誠二）
- Angel Beats!（2010年、イメージボード・作画監督）
- Persona4 the ANIMATION（2011年、助監督・絵コンテ・演出・作画監督補・原画）
- TARI TARI（2012年、原画）
- DEVIL SURVIVOR 2 the ANIMATION（2013年、エフェクトデザイン・OP原画・原画）
- ダンガンロンパ 希望の学園と絶望の高校生 The Animation（2013年、オシオキムービー演出・作画監督・原画）
- 蒼き鋼のアルペジオ -アルス・ノヴァ-（2013年、メカニックデザイン）
- 機巧少女は傷つかない（2013年、絵コンテ・作画監督・原画）
- Re:␣ ハマトラ（2014年、OP原画）
- 暗殺教室（2015年、絵コンテ・作画監督・野球作画監督・原画・「ソニックニンジャ」キャラクターデザイン・作画監督・原画）
- 乱歩奇譚　Game of Laplace（2015年、原画）
- がっこうぐらし!（2015年、作画監督）
- 暗殺教室（第2期）（2016年、絵コンテ・原画）
- ダンガンロンパ3 -The End of 希望ヶ峰学園- 絶望編（2016年、作画監督）
- 魔法少女育成計画（2016年、原画）
- 月がきれい（2017年、メインアニメーター・AC作画監督）
- ぶっちぎり?!（2024年、絵コンテ）

### 劇場アニメ
- 劇場版 蒼き鋼のアルペジオ -アルス・ノヴァ- DC（2015年、メカデザイン）
- 劇場版 蒼き鋼のアルペジオ -アルス・ノヴァ- Cadenza（2015年、メカデザイン）

### OVA
- ストリートファイター アルファ：ジェネレーションズ（2005年、原画）
- 瀬戸の花嫁OVA 仁（2008年、作画監督・ED原画）
- 瀬戸の花嫁OVA 義（2009年、作画監督・ED原画）
- カーニバル・ファンタズム（2011年、OP原画・絵コンテ・作画監督・原画）
  - Fate/Prototype（2011年、絵コンテ・作画監督）
- スーパーダンガンロンパ2.5 狛枝凪斗と世界の破壊者（2017年、作画監督）

### Webアニメ
- ケンガンアシュラ（2019年、特殊作画・アクション監修、OP特殊作画、絵コンテ）

### ゲーム
- EVE ZERO アニメパート（2000年、メカ作画監督・原画）
- EVE burst error PLUS（2003年7月、キャラクターデザイン・原画） ※15才以上
- EVE（2003年11月、同上） ※成人指定
- ティアリングサーガシリーズ ベルウィックサーガ（2005年、ウェポン&アイテムデザイン）
- プリンセスメーカー4（2005年、作画）
- 絶対絶望少女 ダンガンロンパ Another Episode（2014年、アニメパート絵コンテ・原画）

## 出版
- スーパーマンガデッサン（2005年、グラフィック社）挿絵、解説 ※森田和明と共同
- スーパーキャラデッサン（2007年、グラフィック社）挿絵、解説 ※森田和明と共同